# Boris Wadimowitsch Beresowski

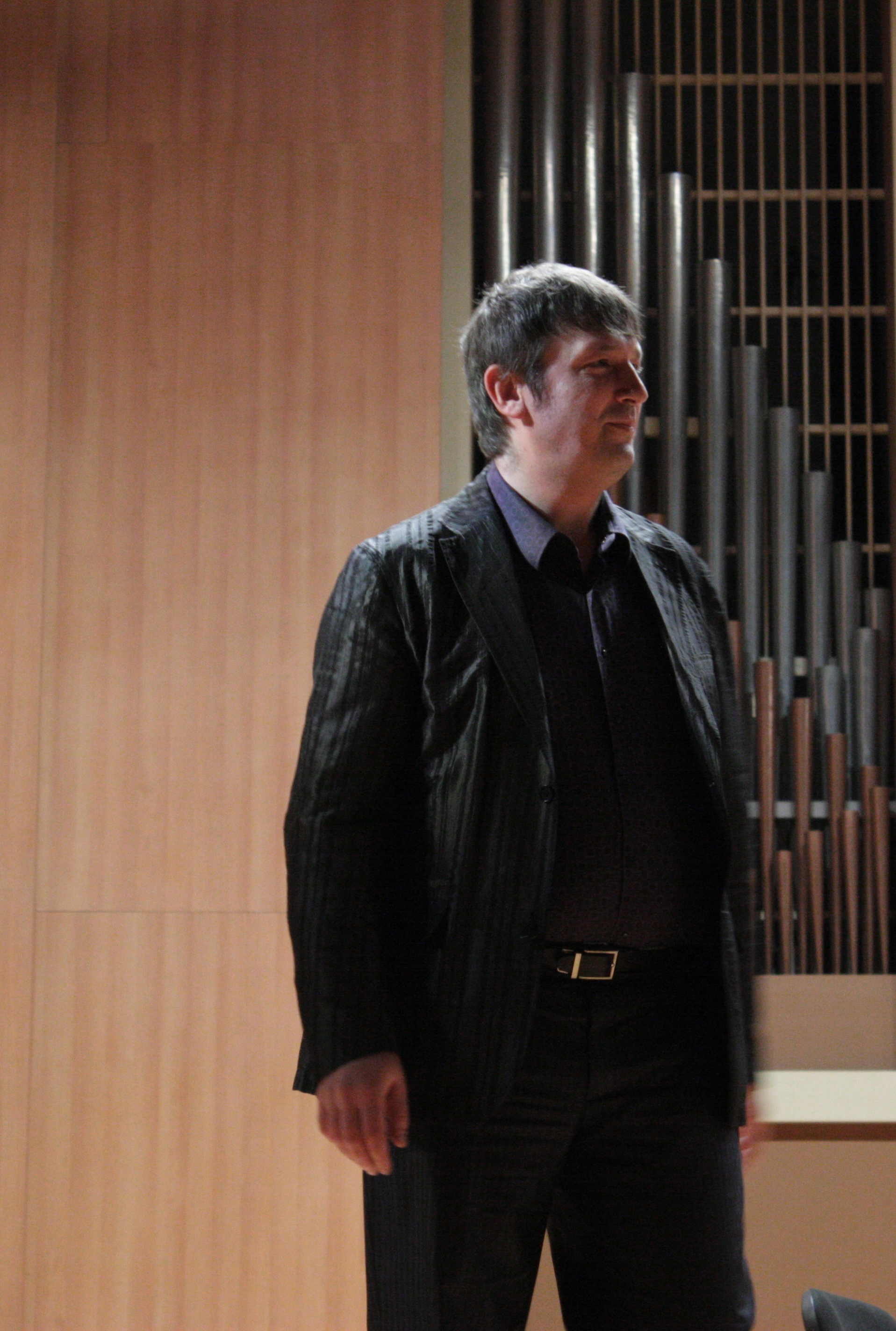
Boris Beresowski (2010)

Boris Wadimowitsch Beresowski (russisch Борис Вадимович Березовский, auch Boris Berezovsky transkribiert; * 4. Januar 1969 in Moskau) ist ein russischer Pianist.

## Leben
Er studierte am Moskauer Konservatorium bei Elisso Wirsaladse und privat bei Alexander Satz. Sein Debüt in London hatte er 1988 in der Wigmore Hall.
Seit 1991 wohnte Boris Berezovsky in London, nach  ca. 10 Jahren zog er nach Brüssel um. Er hat eine Tochter, Eveline Berezovsky (* 1991), die auch Pianistin ist.
1987 gewann er den 4. Preis beim Internationalen Klavierwettbewerb in Leeds (Großbritannien). 1990 gewann er die Goldmedaille (den 1. Preis) beim 9. Internationalen Tschaikowski-Wettbewerb in Moskau.
In einer Diskussion im russischen Fernsehsender Perwy kanal unterstützte Berezovsky Anfang März 2022 den russischen Krieg gegen die Ukraine. Er stellte die „naive“ Frage, ob es nicht möglich wäre, Kiew die Stromversorgung abzuschalten, um den Krieg schneller zu beenden. Der Spiegel zitierte seine Aussage folgendermaßen:

„Ich verstehe, dass man Mitleid mit ihnen hat und die Dinge vorsichtig angeht […] Aber sollten wir nicht aufhören, Mitleid mit ihnen zu haben, und sie einkesseln und ihnen Strom abschalten?“

Ein paar Tage später relativierte er seine Aussagen in einer Stellungnahme gegenüber dem französischen Journalisten Alain Lompech.
Am 17. März trennte sich seine internationale Agentur Sarfati aufgrund seiner „schockierenden“ und „verletzenden“ Äußerungen zum russischen Überfall auf die Ukraine nach 20 Jahren Zusammenarbeit von ihm.

## Diskographie

### CDs
- Brahms: Klavierkonzert Nr. 2 B-Dur op. 83, Variationen über ein Thema von Paganini Op. 35b, Drei Ungarische Tänze (Brahms) Nr. 1, 2 und 4 (Mirare 2011)
- Medtner: Tales & Poems / Yana Ivanilova (Sopran), Vassily Savenko (Bariton) (Mirare 2008)
- Medtner: Two pieces for two pianos, op. 58 / Hamish Milne (Piano) — In: Nikolai Medtner. Complete Piano Sonatas; Piano Works — CD 7. (Brilliant Classics 2008)
- Chopin, Liszt, Rachmaninov, Mussorgsky, Ljadow, Medtner, Balakirew: Pieces pour Piano (4 CDs, Warner 2008)
- Rachmaninov: Suite No. 1 For Two Pianos, Op. 5 & Suite No. 2 For Two Pianos, Op. 17 / Brigitte Engerer (Piano) (Mirare 2008)
- Mendelssohn: Piano Trios No. 1 & 2, Violin Sonata [1838] / Alexander Kniazev (Cello), Dmitri Makhtin (Violine) (Warner 2007)
- Hindemith: Ludus Tonalis & Suite 1922, Op. 26 (Warner 2006), ECHO Klassik[7]
- Slavonic Album (Dvořák, Leoš Janáček, Brahms) / Akiko Suwanai (Violin) (Philips 2006)
- Tschaikowsky: Piano Concerto No. 1 in B flat minor Op.23; Khachaturian: Piano Concerto in D flat major / Dmitri Liss & Philharmonic Ural Orchestra (Teldec 2006)
- Rachmaninov: Concertos pour piano 1 & 4 / Dmitri Liss & Philharmonic Ural Orchestra (Mirare 2006)
- Rachmaninov: Concertos pour piano 2 & 3 / Dmitri Liss & Philharmonic Ural Orchestra (Mirare 2006)
- Chopin/Godowsky: Etudes (Warner 2005), BBC Music Magazine[8]
- Rachmaninov: Preludes (Mirare 2005)
- Rachmaninov: Trio élégiaque No. 2 in D minor, op. 9; Schostakowitsch: Trio No. 2 in E minor, op. 67 / Alexander Kniazev (Cello), Dmitri Makhtin (Violine) (Warner 2005), Preis der Deutschen Schallplattenkritik[9], ECHO Klassik[10]
- Beethoven: Complete Orchestral Works, Vol. 7: Piano Concerto No. 4 in G-Major, op. 58 & Piano Concerto in D Major, op. 61a / Thomas Dausgaard & Swedish Chamber Orchestra (Simax 2005)
- Liszt: Études d’exécution transcendante (Teldec 2003, Warner 2009)
- Brahms: Ein deutsches Requiem, Op. 45 / Sandrine Piau, Stephane Degout, Brigitte Engerer, Laurence Equilbey (Naive 2004)
- Tchaikovsky: Concerto pour piano & Concerto pour violin / Akiko Suwanai (Violin) (2003)
- Khachaturian: Sonata & Dances / Hideko Udagawa (Violin) (2003)
- Beethoven: Complete Orchestral Works, Vol. 5: Piano Concerto No. 3 in C minor, op. 37 & Triple Concerto for Piano, Violin, and Cello in C major, op. 56 / Mats Rondin (Cello), Urban Svensson (Violin), Thomas Dausgaard & Swedish Chamber Orchestra (Simax 2002)
- Chopin: Etudes, op. 10, op. 25, op. posth. (Teldec 2001)
- Beethoven: Complete Orchestral Works, Vol. 3: Piano Concerto No. 1 & 2 & Rondo B-Dur / Thomas Dausgaard & Swedish Chamber Orchestra (Simax 2001)
- Richard Strauss, Bartók, Stravinsky / Vadim Repin (Violin) (Erato 2001)
- Medtner: Piano Music / Hamish Milne (Piano) (Teldec 2001)
- Rachmaninov: Piano Concerto no. 3 & Tchaikovsky: Piano Concerto no. 1 / Dmitri Kitaenko & Moscow Philarmomic Orchestra (Teldec 2000)
- Schubert: Symphonies 3 & 8; Schubert/Liszt: Große Fantasie „Wanderer“ (Bearbeitung für Klavier und Orchester von Liszt) / Kurt Masur & New York Philharmonic Orchestra (Teldec 1998, Warner 2007)
- Liszt: Piano Concerto No. 1 in E flat major R.455 & No. 2 in A major R.456 & Totentanz (Danse macabre), R. 457 (Teldec 1998)
- Schumann: Davidsbündlertänze, op. 6 & Klaviersonate Nr. 2, op. 22 & Toccata, op. 7 (Teldec 1998, 2002)
- Rachmaninov: Variation on a Theme of Chopin & Piano Sonate No. 1 (Teldec 1998)
- Ravel, Medtner: Violin Sonatas / Vadim Repin (Violin) (Erato 1997)
- Chopin: Etudes, op. 10, op. 25, op. posth. (Teldec 1997)
- Mussorgsky, Rachmaninov, Balakirev, Medtner, Liadov (Teldec 1996)
- Tchaikovsky: Piano Concerto No.1 & Violin Concerto / Akiko Suwanai (Violin) (Teldec 1996)
- Prokofiev: Violin Sonatas 1&2, 5 Melodies / Vadim Repin (Erato 1995), Diapason d’or
- Ravel: Gaspard de la nuit & Sonatine & Valses nobles et sentimentales & La Valse (Teldec 1995)
- Schumann, Khudoley, Balakirew, Tchaikovsky - IX International Tchaikovsky Piano Competition (USSR)

### DVDs
- Boris Berezovsky – «Les Pianos de la Nuit». Liszt: Études d’exécution transcendante, S. 139. Regie: Andy Sommer. Aufnahme 4. August 2002 (Naïve 2003)
- Boris Berezovsky / Dmitri Makhtin / Alexander Kniazev — «Les Pianos De La Nuit». Tschaikowsky: «Jahreszeiten» (Nr. 6: Barcarolle – Juni); Nocturne D-Moll nach Klavierstück, Op. 19 Nr. 4; Trio für Klavier, Geige und Cello, Op. 50; Melancholische Serenade B-Moll, Op. 26. Regie: Andy Sommer. Aufnahme 10. August 2004 (Naïve 2006)
- Boris Berezovsky – «Change of Plans»: Interview & Performance. Beethoven, Medtner, Llywelyn, Lyadov. Regie: Jan Schmidt-Garre. In Reihe: «Legato - The World Of Piano», Bd. 1. Aufnahme 2006 (Naxos 2007)

#### Film
Pianist und Virtuose - Boris Berezovsky (ZDF/ARTE 2006, 43 min) - Regie: Holger Preuße, Claus Wischmann, Kamera: Svea Andersson, Ton: Anke Möller